# Andy Philipps
Andy Philipps Zeballos (8 de diciembre de 1992, Moquegua, Perú) es un politólogo, docente y analista político peruano. Actualmente se desempeña como Jefe de la Oficina de Integridad del Gobierno Regional de Arequipa y Secretario Técnico de la Comisión Regional Anticorrupción de Arequipa (CRAA). 

## Biografía
Nació en la ciudad de Moquegua, el 8 de diciembre de 1992. Debido al trabajo de su padre, también vivió en ciudades como Tacna, Ilo y La Oroya. Antes de emigrar a España con su madre y hermana, residió dos años en Chorrillos, Lima. En Madrid estudió la secundaria y su grado en Ciencia Política, con una estancia en Inglaterra. Su maestría en anticorrupción la realizó en Salamanca con la tesis “Corrupción como problema de acción colectiva”. En su último año en Europa, se mudó a Viena, Austria, para trabajar en la Academia Internacional Anticorrupción.

### Educación
Es politólogo por la Universidad Complutense de Madrid, con estancia académica en la Universidad de Essex (Inglaterra). Obtuvo el título de Magíster en Política Anticorrupción y Estado de Derecho por la Universidad de Salamanca, y fue becado por el Ministerio de Educación de España durante todos sus años de estudio.

### Trayectoria como gestor público
En 2015, se convirtió en uno de los primeros peruanos en integrar la Academia Internacional Anticorrupción en Austria como practicante. Posteriormente, en 2016, regresó al Perú para participar, con el apoyo de la cooperación suiza, en un proyecto enfocado en mejorar la gestión de las finanzas públicas a nivel subnacional.
En 2018, coordinó el Proyecto Equidad, una iniciativa conjunta de Ashanti Perú y el Jurado Nacional de Elecciones, orientada a fomentar una representación inclusiva y efectiva en los partidos políticos nacionales.
Ese mismo año, participó en un curso organizado por Transparencia Internacional en Lituania, enfocado en temas de integridad, transparencia y participación ciudadana. En 2020, fue el único expositor peruano en el Día Internacional Anticorrupción organizado por la Oficina de Naciones Unidas contra la Droga y el Delito para la Región Andina y el Cono Sur, donde presentó el trabajo titulado "De las redes a las calles: acción colectiva frente a la corrupción en el Perú".
Ha sido promotor de "Habla Castañeda", una plataforma de fiscalización ciudadana de la gestión municipal 2014-2018, y formó parte del equipo de Proética que asistió en un experimento liderado por Paul Lagunes, el cual generó un ahorro de más de 24 millones al Estado en 2016. Además, ha sido voluntario en organizaciones como Proética y AC Transparencia.
Entre 2018 y 2019, trabajó como Voluntario de las Naciones Unidas en roles de "Especialista en Formación y Selección de Voluntarios" y "Especialista en Sistematización y medición del impacto social" para el Proyecto Juegos Panamericanos y Parapanamericanos Lima 2019. En este contexto, coautoró el reporte “Artesanos del futuro: Resultados de la Asistencia Técnica para el Programa de Voluntariado de los Juegos Panamericanos y Parapanamericanos Lima 2019”.
En 2019 se desempeñó como consultor, docente universitario y servidor público en instituciones como el Ministerio de Transportes y Comunicaciones, la Procuraduría General del Estado y el Ministerio de Economía y Finanzas.
En 2021, ocupó el cargo de Especialista en Investigación y Desarrollo en la Procuraduría General del Estado, y, posteriormente, se desempeñó como Director de United Explanations hasta marzo de 2023.
En 2022, fue asesor del Viceministerio de Hacienda en el Ministerio de Economía y Finanzas. 

### Carrera como docente
A partir de 2019, inició su carrera docente en la Universidad Nacional Mayor de San Marcos y posteriormente impartió clases de ciencia política en universidades como la UNPRG, la UNAMBA y la UCSM.
Entre 2020 y 2021, fue miembro del cuerpo docente de la Universidad Nacional Micaela Bastidas de Apurímac, donde impartió cursos como Introducción a la Ciencia Política y Teoría del Gobierno, Semiótica del Discurso Político y Ética Pública, y Actividades y Política Exterior Peruana.
En 2021 también dictó clases como docente a tiempo parcial en la Universidad Nacional Mayor de San Marcos.
Y, entre 2022 y 2023, fue profesor universitario en la Universidad Católica de Santa María.

### Experiencia como analista político
De igual manera, se ha desempeñado como analista político en diversos medios de comunicación nacionales como La República y Wayka. Así como en medios de prensa regional como Radio Pachamama, Radio Stereo Villa y Sálvese Quien Pueda (dirigido por Renato Cisneros y Josefina Townsend). 

## Publicaciones
- La corrupción como problema de acción colectiva: la confianza, las instituciones y la República de Corea como estudio de caso (2015)[8]
- Trump y su discurso antiglobalista en tiempos de crisis (2017) [9]
- Corrupción como problema de acción colectiva: Hacia un enfoque más ajustado para pensar la reforma institucional en América Latina (2018) [10]
- Características de las instituciones que importan para la confianza ciudadana (2018)[11]
- Resultados de la Asistencia Técnica para el Programa de Voluntariado de los Juegos Panamericanos y Parapanamericanos Lima 2019 (2019)[12]

## Distinciones
- Mención honorífica en XXXI Concurso Internacional del CLAD sobre Reforma del Estado y Modernización de la Administración Pública, que versaba sobre el tema "Mejora de la Confianza de la Ciudadanía en el Estado".
- Nominado a Periodistas Hombre Enfocados en la III Edición de los Premios Enfoque: una mirada crítica sobre el periodismo (2016)
- Premio de Buenas prácticas del año por la Secretaría de Integridad Pública de la PCM (2023)[13]